# Martin Begrich
Paul Jobst Martin Begrich (* 18. September 1897 in Heuckewalde/Thüringen; † 5. Januar 1971 in Bamberg) war ein deutscher evangelischer Theologe, Auslandspfarrer in São Paulo (Brasilien) und Präses der Mittelbrasilianischen Synode.

## Biografie

### Familie
Begrich war der jüngste Sohn des Pfarrers Paul Begrich und dessen Ehefrau Hedwig Begrich, geb. Müller, Pfarrerstochter und Großnichte des Gründers der St. John Lutheran Church in Chester (Illinois) C. H. Siegmund Buttermann (1819–1849).
Seine Schwester Gertrud Begrich (1893–1976) verfasste im Ersten Weltkrieg ein erst hundert Jahre später veröffentlichtes Tagebuch als DRK-Helferin in Zeitz. Der ältere Bruder, Johannes Begrich (1894–1915), studierte ebenfalls Theologie, fiel jedoch im Ersten Weltkrieg.
Begrich wuchs in räumlicher und familiärer Nähe zu seinen Cousins Jobst, Heinrich und Siegfried Begrich aus Profen und Joachim Begrich aus Ostrau auf, die ebenfalls Theologen wurden.

### Ausbildung und Beruf
Begrich besuchte wie sein Bruder Johannes das Königliche Stiftsgymnasium Zeitz, wo er 1916 das Abitur bestand. Seit Ende Oktober 1916 diente er im Garde-Grenadier-Regiment Kaiser Alexander. Ab 1919 studierte er Theologie an der Universität Jena, später an der Universität Halle. Nach dem Vikariat in Hohenmölsen und Neudaberstedt bei Erfurt fand er von 1924 bis 1929 seine erste Pfarrstelle in Gleina bei Zeitz.
Mehr als 30 Jahre wirkte er ab 1929 als Auslandspfarrer in der rasch expandierenden Millionenstadt São Paulo, nachdem dort eine zweite Pfarrstelle für die deutsche Gemeinde eingerichtet wurde. 1962 kehrten er und seine Frau Herta geb. Hauenstein zurück nach Deutschland.

### Wirken
In Brasilien wirkte Begrich von 1929 bis 1962, zunächst als zweiter Großstadtpfarrer, und entwickelte in dieser Zeit das Wartburghaus zu einer vielseitigen Hilfs- und Fortbildungsstätte für Erwachsene und Jugendliche. Ein zweiter Mittelpunkt kirchlicher Arbeit wurde mit einem neuen Pfarr- und Gemeindehaus geschaffen, das auf dem Grundstück der Heydenreich-Stiftung in Vila Mariana in São Paulo errichtet wurde. 1956 wurde er zum Präses der Mittelbrasilianischen Synode gewählt, der er bis zum Eintritt ins Rentenalter 1962 vorstand.

Er widmete sich der Erforschung der größeren Zusammenhänge der evangelischen Kirche in Brasilien. Mit seinem Wissen – gerade auch auf dem Gebiete des Alten Testamentes – wirkte er bei der Revision der portugiesischen Bibelübersetzung mit, die in den 1950er Jahren von der Brasilianischen Bibelgesellschaft (Sociedade Biblica do Brasil) vorgenommen wurde.
Begrich war ein eifriger Tagebuch-Schreiber. Als 14-Jähriger fertigte er erste Notizen an. Während des Ersten Weltkrieges schrieb er ein Feldtagebuch, aus dem Teile in verändertem Stil in die offizielle Regimentsgeschichte einflossen. Das Kriegstagebuch, das er im Laufe seines Lebens mehrmals las und mit Randnotizen versah, zeigt den „seelisch verletzten ‚Krieger‘ des 1. Weltkrieges“.
Unveröffentlicht blieben bis jetzt das Tagebuch aus dem Vikariat in Gleina sowie über die ersten zwanzig Jahre als Stadtpfarrer in Brasilien.
Geschätzt werden bis heute seine vielfachen historischen Aufarbeitungen sowie die Publizistik in vielen deutschsprachigen Blättern Brasiliens sowie im Staden-Jahrbuch. Er gründete und leitete zudem viele Jahre das Gemeindeblatt Kreuz im Süden.
Kritisch betrachtet wird seine Haltung als Auslandspfarrer in der Zeit des Nationalsozialismus: Trotz seiner antimilitaristischen Ansätze im privaten Feldtagebuch hat der nationalprotestantisch erzogene Pastorensohn die Geisteshaltung des protestantischen Pfarrhauses der Kaiserzeit nicht nachhaltig genug zu hinterfragen vermocht:

„Sein geistiges Fundament, dazu das Erleben der fortschreitenden Entkirchlichung der Gesellschaft in den 1920er Jahren und die Herausforderung der Bewahrung des Deutschtums in der Kolonie (im positiven Sinne: Bewahrung der Wurzeln, der Sprache, der Literatur) trieb ihn – entgegen seiner Cousins Joachim, Jobst, Heinrich und Siegfried in die Arme der Nationalsozialisten. (…) Die wiedererwachten nationalprotestantischen Hoffnungen auf die religiöse Erneuerung der Gesellschaft legten sich relativ rasch. Gleichwohl dürfte er bis zuletzt unter dem Druck der Vorgaben aus dem Reich gestanden haben, das die Auslandsdeutschen eifrig umwarb. Die Mehrheit der Protestanten erwartete insbesondere vom Auslandsdeutschtum die Stärkung des gesamten deutschen Volkskörpers, der infolge des Versailler Vertrages von einigen Gliedmaßen amputiert schien.“

Er hinterließ neben theologischen Arbeiten zahlreiche historische, insbesondere zur Geschichte der deutschen Einwanderung und zur Entwicklung der deutschsprachigen evangelischen Gemeinde in Brasilien. Im Institut Martius-Staden, São Paulo, wird sein Nachlass bewahrt.
Ehrungen
- Für seine Mitarbeit am Hilfswerk für die Opfer des Zweiten Weltkrieges erhielt er 1954 das Bundesverdienstkreuz.

## Werke (Auswahl)
- Festschrift zur 25. Wiederkehr des Einweihungstages der Deutschen Evangelischen Kirche in São Paulo, São Paulo 1933.[14]
- Beiträge zur evangelischen Kirchengeschichte in Brasilien. Die Hugenotten in der Guanabarabucht, In: Deutsch-Evangelische Blätter für Brasilien, São Leopoldo, 1938, Heft 1/3.
- Villegaignon und die Hugenotten in der Guanabarabucht (Sonderdruck im Staden-Jahrbuch, Bd. 5), São Paulo 1957, S. 185–201.
- Jubiläums-Festschrift zur Wiederkehr des 50. Gründungstages der Mittelbrasilianischen Synode am 28./30. Juni 1912, São Paulo 1962.
- Kirchengeschichte Brasiliens im Abriss. In: Peter Kawerau, Martin Begrich, Manfred Jacobs: Kirchengeschichte Nordamerikas / Brasiliens / Südamerikas spanischer Zunge (= KiG Bd. 4, Lieferung S, S. 23–34), Göttingen 1963.